# The Box Set
The Box Set je kompilace skupiny Kiss vydaná v roce 2001. Jedná se o raritní set obsahující pět CD disků na kterých se nachází 94 digitálně remasterovaných písní včetně 30 nikdy nevydaných songů. Set obsahuje mnoho demo verzí známých písní této rockové skupiny, ale i demo nahrávky ze sólových alb jednotlivých členů.

## Seznam skladeb

### CD 1: 1966-1975
| Pořadí | Název                    | Info                     | Délka |
| ------ | ------------------------ | ------------------------ | ----- |
| 1.     | Strutter                 | (demo) Jaro 1973         |       |
| 2.     | Deuce                    | (demo) Jaro 1973         |       |
| 3.     | Keep Me Waiting          | Wicked Lester 14.11.1971 |       |
| 4.     | She                      | Wicked Lester 14.11.1971 |       |
| 5.     | Love Her All I Can       | Wicked Lester 24.6.1972  |       |
| 6.     | Let Me Know              | (demo) Říjen 1973        |       |
| 7.     | 100,000 Years            | (demo) Říjen 1973        |       |
| 8.     | Stop, Look to Listen     | (Paul Stanley demo) 1966 |       |
| 9.     | Leeta                    | (Gene Simmons demo) 1969 |       |
| 10.    | Let Me Go, Rock 'n' Roll | (demo) Říjen 1973        |       |
| 11.    | Acrobat                  | (demo) 25.8.1973         |       |
| 12.    | Firehouse                | (demo) Říjen 1973        |       |
| 13.    | Nothin' to Lose          | z Kiss                   |       |
| 14.    | Black Diamond            | z Kiss                   |       |
| 15.    | Hotter Than Hell         | z Hotter Than Hell       |       |
| 16.    | Strange Ways             | z Hotter Than Hell       |       |
| 17.    | Parasite                 | z Hotter Than Hell       |       |
| 18.    | Goin' Blind              | z Hotter Than Hell       |       |
| 19.    | Anything for My Baby     | z Dressed to Kill        |       |
| 20.    | Ladies in Waiting        | z Dressed to Kill        |       |
| 21.    | Rock and Roll All Nite   | z Dressed to Kill        |       |

### CD 2: 1975-1977
| Pořadí | Název              | Info                         | Délka |
| ------ | ------------------ | ---------------------------- | ----- |
| 1.     | C'mon and Love Me  | z Alive!                     |       |
| 2.     | Rock Bottom        | z Alive!                     |       |
| 3.     | Cold Gin           | z Alive!                     |       |
| 4.     | Watchin' You       | z Alive!                     |       |
| 5.     | Doncha Hesitate    | (demo) 1975                  |       |
| 6.     | Mad Dog            | (demo) 1975                  |       |
| 7.     | God of Thunder     | (demo) 1975                  |       |
| 8.     | Great Expectations | z Destroyer                  |       |
| 9.     | Beth               | z Destroyer                  |       |
| 10.    | Do You Love Me?    | z Destroyer                  |       |
| 11.    | Bad, Bad Lovin     | (demo) 1976                  |       |
| 12.    | Calling Dr. Love   | z Rock and Roll Over         |       |
| 13.    | Mr. Speed          | (demo) 1976                  |       |
| 14.    | Christine Sixteen  | z Love Gun                   |       |
| 15.    | Hard Luck Woman    | z Rock and Roll Over         |       |
| 16.    | Shock Me           | z Love Gun                   |       |
| 17.    | I Stole Your Love  | z Love Gun                   |       |
| 18.    | I Want You         | (zvuková zkouška) Srpen 1977 |       |
| 19.    | Love Gun           | (demo) 1977                  |       |
| 20.    | Love Is Blind      | (demo) 1977                  |       |

### CD 3: 1976-1982
| Pořadí | Název                                          | Info                     | Délka |
| ------ | ---------------------------------------------- | ------------------------ | ----- |
| 1.     | Detroit Rock City                              | z Destroyer              |       |
| 2.     | King of the Night Time World                   | z Alive II               |       |
| 3.     | Larger Than Life                               | z Alive II               |       |
| 4.     | Rocket Ride                                    | z Alive II               |       |
| 5.     | Tonight You Belong to Me                       | z Paul Stanley           |       |
| 6.     | New York Groove                                | z Ace Frehley            |       |
| 7.     | Radioactive                                    | z Gene Simmons           |       |
| 8.     | Don't You Let Me Down                          | z Peter Criss            |       |
| 9.     | I Was Made for Lovin' You                      | z Dynasty                |       |
| 10.    | Sure Know Something                            | z Dynasty                |       |
| 11.    | Shandi                                         | z Unmasked               |       |
| 12.    | You're All That I Want, You're All That I Need | (demo) 1977              |       |
| 13.    | Talk To Me                                     | (live) 22.11.1980        |       |
| 14.    | A World Without Heroes                         | z Music from "The Elder" |       |
| 15.    | The Oath                                       | z Music from "The Elder" |       |
| 16.    | Nowhere to Run                                 | z Killers                |       |
| 17.    | Creatures Of The Night                         | z Creatures of the Night |       |
| 18.    | War Machine                                    | z Creatures of the Night |       |
| 19.    | I Love It Loud                                 | z Creatures of the Night |       |

### CD 4: 1983-1989
| Pořadí | Název                     | Info                       | Délka |
| ------ | ------------------------- | -------------------------- | ----- |
| 1.     | Lick It Up                | z Lick It Up               |       |
| 2.     | All Hell's Breakin' Loose | z Lick It Up               |       |
| 3.     | Heaven's on Fire          | z Animalize                |       |
| 4.     | Get All You Can Take      | z Animalize                |       |
| 5.     | Thrills in the Night      | z Animalize                |       |
| 6.     | Tears Are Falling         | z Asylum                   |       |
| 7.     | Uh! All Night             | z Asylum                   |       |
| 8.     | Time Traveller            | (demo) 1986                |       |
| 9.     | Hell or High Water        | z Crazy Nights             |       |
| 10.    | Crazy Crazy Nights        | z Crazy Nights             |       |
| 11.    | Reason to Live            | z Crazy Nights             |       |
| 12.    | Let's Put the X in Sex    | z Smashes, Thrashes & Hits |       |
| 13.    | Hide Your Heart           | z Hot in the Shade         |       |
| 14.    | Ain't That Peculiar       | (demo) 1989                |       |
| 15.    | Silver Spoon              | z Hot in the Shade         |       |
| 16.    | Forever                   | z Hot in the Shade         |       |

### CD 5: 1992-1999
| Pořadí | Název                                           | Info                                    | Délka |
| ------ | ----------------------------------------------- | --------------------------------------- | ----- |
| 1.     | God Gave Rock 'N' Roll to You II                | z Revenge                               |       |
| 2.     | Unholy                                          | z Revenge                               |       |
| 3.     | Domino                                          | (demo) Srpen 1991                       |       |
| 4.     | Every Time I Look at You                        | z Revenge                               |       |
| 5.     | Comin' Home                                     | z Kiss Unplugged                        |       |
| 6.     | Got to Choose                                   | z Kiss Unplugged                        |       |
| 7.     | I Still Love You                                | z Kiss Unplugged                        |       |
| 8.     | Nothin' to Lose                                 | z Kiss Unplugged                        |       |
| 9.     | Childhood's End                                 | z Carnival of Souls: The Final Sessions |       |
| 10.    | I Will Be There                                 | z Carnival of Souls: The Final Sessions |       |
| 11.    | Psycho Circus                                   | z Psycho Circus                         |       |
| 12.    | Into the Void                                   | z Psycho Circus                         |       |
| 13.    | Within                                          | z Psycho Circus                         |       |
| 14.    | I Pledge Allegiance to the State of Rock & Roll | z Psycho Circus                         |       |
| 15.    | Nothing Can Keep Me from You                    | (Soundtrack)                            |       |
| 16.    | It's My Life                                    | 1998                                    |       |
| 17.    | Shout It Out Loud                               | z Greatest Kiss                         |       |
| 18.    | Rock and Roll All Nite                          | z Kiss Alive! 1975-2000                 |       |